# Esperanza, Kuba
Esperanza är en ort i Kuba.   Den ligger i provinsen Provincia de Villa Clara, i den centrala delen av landet, 250 km öster om huvudstaden Havanna. Esperanza ligger 96 meter över havet och antalet invånare är 10 462.
Terrängen runt Esperanza är platt, och sluttar västerut. Runt Esperanza är det tätbefolkat, med 308 invånare per kvadratkilometer. Närmaste större samhälle är Santa Clara, 14,1 km öster om Esperanza. Trakten runt Esperanza består till största delen av jordbruksmark.